# Maiale volante

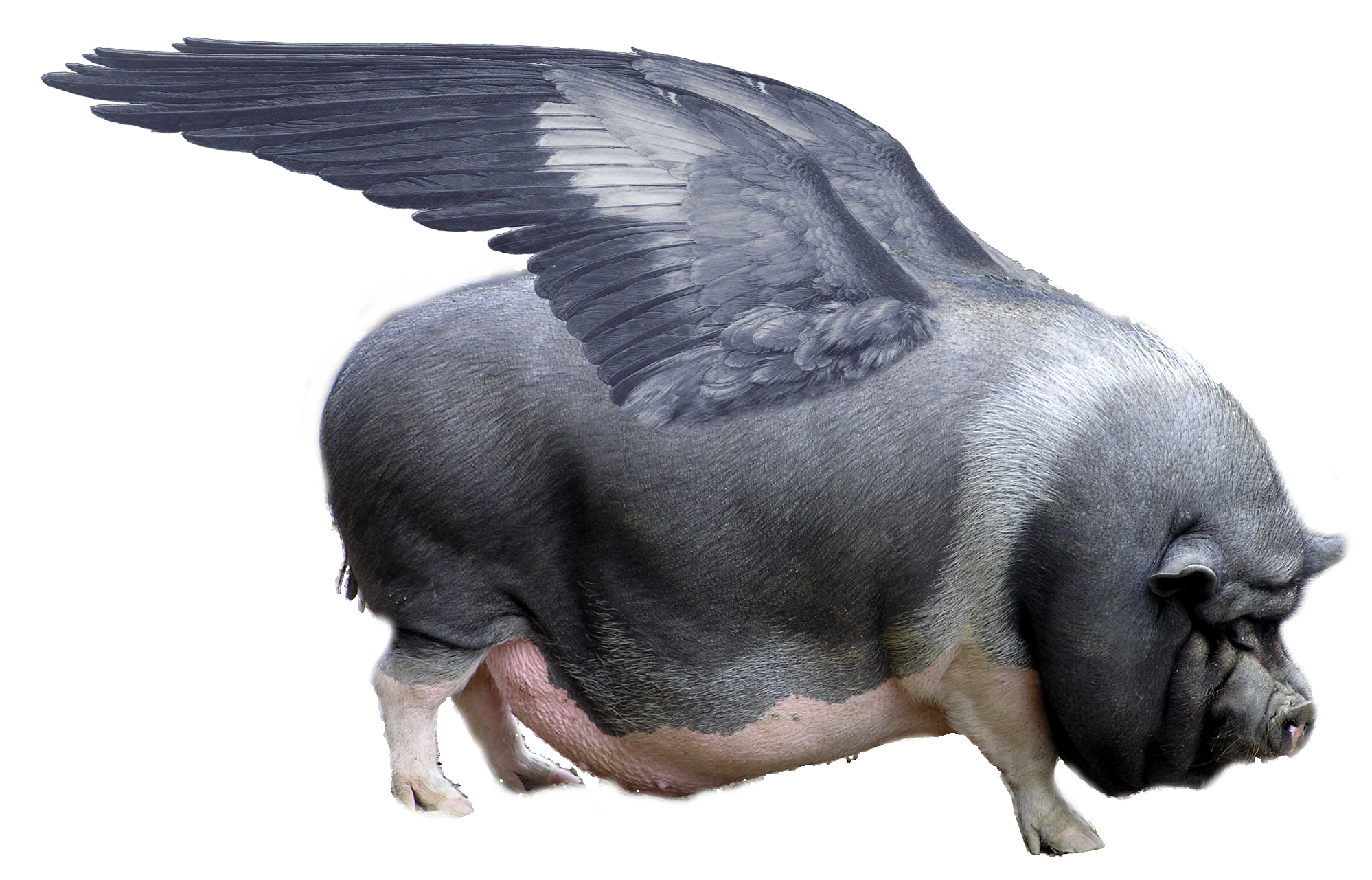
Foto ritoccata di un maiale

Il maiale volante (in inglese flying pig) è un modo di dire utilizzato nella lingua inglese per indicare qualcosa di impossibile.
L'espressione più simile usata in italiano, con analogo significato, è "asino che vola".

## Storia
Il maiale volante viene citato nei proverbi inglesi pigs might fly e pigs may fly ("i maiali possono volare") sin dal diciassettesimo secolo. Negli Stati Uniti prese invece piede la variante when pigs fly ("quando i maiali volano"). I maiali che volano vengono anche citati nella frase pigs fly with their tails forward ("i maiali volano tenendo la coda in avanti"), la quale allude sarcasticamente a qualcosa di eccessivamente ottimistico.
Il detto Pigs might fly, but they are very unlikely birds ("i maiali potrebbero volare, ma sono uccelli molto improbabili") risale invece all'Ottocento, e comparve per la prima volta nella biografia di Jack Ketch scritta da Charles Whitehead nel 1835. I flying pigs vennero popolarizzati da Lewis Carroll, che li citò in due passaggi del suo Le avventure di Alice nel Paese delle Meraviglie (1865).
Nel Novecento, John Steinbeck coniò un'espressione in latino maccheronico: Ad astra per alias porci, traducibile in "verso le stelle sulle ali di un maiale". Inoltre, stando a quanto riporta lo scrittore in una sua lettera, egli si identificava come un pigasus (parola macedonia composta dai termini pig e Pegasus, ovvero "maiale" e "Pegaso"), perché "terreno ma ambizioso... Con un'apertura alare limitata, ma pieno di intenti". I maiali volanti vengono anche ripresi nel titolo di I porci hanno le ali (1952) del romanziere P. G. Wodehouse e sono dei personaggi nei libri di Oz di L. Frank Baum.
Il maiale volante è stato eletto simbolo della cultura pop di Cincinnati, oggi soprannominata Porkopolis per il grande numero di suini che vi venivano macellati. Nella città viene tenuta la Flying Pig Marathon, evento podistico inaugurato nel 1999.